# Michail Devjatajev
Michail Petrovitj Devjatajev född 1917, död 2002 var en rysk/sovjetisk militärflygare och flodsjöman.
Han är mest känd för den otroliga flykt han genomförde ur ett tyskt arbetsläger år 1945 genom att ta över ett tyskt Heinkel He 111-bombplan. 
Devjatajev växte upp vid Volga och utbildade sig till styrman på flodbåtarna. År 1938 gick han in i Röda Armén och utbildades där till pilot. Under kriget mot nazisterna lyckades han skjuta ner ett par flygplan, men blev även svårt sårad.
Devjatajev blev nedskjuten och blev tillfångatagen då han var sårad den 13 juli 1944. 
Som medlem av 'underrasen' sattes han in i olika koncentrationsläger. Han hamnade slutligen i Sachsenhausens 'filial' vid flygvapnets försöksavdelning Peenemünde-Karlshagen på ön Usedom. Här arbetade fångarna med att tillverka V-2 robotar.
Devjatajev planerade att fly, och lyckades ställa sig in hos en tysk pilot så att han fick se hur en Heinkel He 111 klargjordes för start.
Den 8 februari 1945 lyckades Devjatajev och hans kamrater slå ner vaktposten och kapa en Heinkelmaskin. Trots beskjutning från både tyskar och ryssar lyckades man landa på sovjetiskt område.
Man skulle kunnat tro att Devjatajev nu var en stor hjälte men det var tvärtom. Stalin hade utfärdat en order om att krigsfångenskap var lika med förräderi, och Devjatajev blev därför anhållen av KGB (eller NKVD vilket var dess dåvarande namn).
Han placerades i ett straffkompani för särskilt farliga uppdrag, vilket i princip var lika med en dödsdom. Devjatajev lyckades dock klara sig, och blev frisläppt i november 1945. Han fick dock inget erkännande förrän 1957, några år efter Stalins död. Då kom han dock att hyllas desto mer och han fick de höga utmärkelserna Sovjetunionens hjälte samt Leninorden.
Devjatajev arbetade som kapten på Volga i många år. En minnessten över flykten finns på det stora Peenemündemuseet. Devjatajev är begravd på hjältekyrkogården i Kazan.